# شيريدان سميث
شيريدان سميث (بالإنجليزية: Sheridan Smith)‏ هي ممثلة بريطانية، ولدت في 25 يونيو 1981 في المملكة المتحدة. بدأت مشوارها المهني سنة 1998، ومن الجوائز التي نالتها جائزة لورنس أوليفيه.

## أعمال

### أفلام
- (2016) حرب الشتاء[7][8][9]

## جوائز وترشيحات
جوائز
- جائزة لورنس أوليفيه

ترشيحات
- British Academy Television Award for Best Actress [الإنجليزية]‏ (2015)
- British Academy Television Award for Best Actress [الإنجليزية]‏ (2016)

## وصلات خارجية
- شيريدان سميث على موقع IMDb (الإنجليزية)
- شيريدان سميث على موقع ألو سيني (الفرنسية)
- شيريدان سميث على موقع ميوزك برينز (الإنجليزية)
- شيريدان سميث على موقع أول موفي (الإنجليزية)
- شيريدان سميث على موقع قاعدة بيانات الأفلام السويدية (السويدية)
- شيريدان سميث على موقع ديسكوغز (الإنجليزية)
- شيريدان سميث على موقع قاعدة بيانات الفيلم (الإنجليزية)
- شيريدان سميث على موقع كينوبويسك (الروسية)